# Лаппо-Данилевский, Александр Сергеевич
Алекса́ндр Серге́евич Ла́ппо-Даниле́вский (15 (27) января 1863, имение Удачное при сельце Удачном Гуляйпольской волости Верхнеднепровского уезда Екатеринославской губернии — 7 февраля 1919, Петроград) — российский историк, один из основоположников методологии исторической науки в России, ординарный академик Санкт-Петербургской академии наук (1905).

## Семья
- Отец — действительный статский советник Сергей Александрович Лаппо-Данилевский, был уездным предводителем дворянства; в 1873—1879 годах — таврическим вице-губернатором.
- Мать — Наталья Фёдоровна, урождённая Чуйкевич (1842—1916), — из дворянской семьи; 11 лет возглавляла Симферопольскую женскую гимназию, прекрасная пианистка, имела влияние на музыкальную жизнь Симферополя[1], одна из крымских газет по случаю кончины Натальи Фёдоровны писала: «покойная Наталия Фёдоровна принимала живое участие и в жизни существовавшего в то время в Симферополе музыкального кружка, и на вечерах этого кружка и городского клуба её чудная игра доставляла высокое эстетическое наслаждение. До конца своей жизни покойная не оставляла музыки и передала своим детям большие музыкальные способности»[2].
  - Младший брат — Сергей Сергеевич Лаппо-Данилевский (08.04.1868—13.05.1957) — автор романсов; жил в Териоках, входил в ближайший круг И. Е. Репина[3]; умер в Хельсинки.
- Жена — Елена Дмитриевна Бекарюкова (1868—1942).
  - Сын — Иван Александрович Лаппо-Данилевский (16.10.1895—15.03.1931), математик, член-корреспондент АН СССР.
  - Сын — Александр Александрович Лаппо-Данилевский (24.08.1898—13.01.1920), художник[3], один из любимых учеников К. С. Петрова-Водкина в Петроградских государственных свободных мастерских. После безвременной смерти А. А. Лаппо-Данилевского от сыпного тифа на юге России в залах Академии художеств в 1920 году состоялась его посмертная выставка и вечер памяти, на котором с докладом «Жизнь и творчество А. А. Лаппо-Данилевского» выступил К. С. Петров-Водкин[4].

## Образование и учёные степени
Окончил Симферопольскую гимназию (1882, с золотой медалью), историко-филологический факультет Санкт-Петербургского университета (1886), Оставлен при университете для подготовки к профессорскому званию. Ещё студентом, составил обозрение «Скифских древностей», напечатанное в «Записках Отделения русской и славянской археологии» (1887).
Магистр русской истории (1890; тема диссертации: «Организация прямого обложения в Московском государстве со времён смуты до эпохи преобразований»). Почётный доктор права Кембриджского университета (1916).

По словам профессора И. М. Гревса, Лаппо-Данилевский с ранней юности сильно и глубоко был проникнут 

религиозностью, не ходячею, поверхностною, а глубокою, постоянно владевшую им мыслью о Боге, неослабном стремлении озарить повседневность образами высшего, вечного, встать под покровительство абсолютного начала.

## Педагогическая деятельность
С 1890 года — приват-доцент Санкт-Петербургского университета; с 1918 года — сверхштатный профессор Петроградского университета. Читал курсы по русской истории и историографии; вёл семинары по дипломатике частных актов, теоретическим проблемам исторического источниковедения, философским проблемам общественных наук («Основные проблемы обществоведения», «Систематика социальных явлений разных порядков», «Практические занятия по теории эволюции в применении к обществоведению и истории», «Критический разбор главнейших учений о случайности», «Критический разбор главнейших учений, касающихся проблем чужого я» и др.). С 1906 года преподавал обязательный курс «Методология истории». Видный представитель петербургской школы русских историков.
В 1891—1905 годах — экстраординарный профессор Петербургского историко-филологического института; также работал в Тенишевском училище, читал специальный курс по истории первобытной культуры человека в частной гимназии Л. С. Таганцевой.

## Научная деятельность
С 1899 года— адъюнкт, с 1902 года — экстраординарный, с 1905 года — ординарный академик Санкт-Петербургской академии наук. Руководил изданием таких капитальных публикаций документов, как «Сборник грамот бывшей Коллегии Экономии» и «Памятники Русского законодательства». В 1890—1895 годах — секретарь, с 1903 года — председатель секции русской истории Исторического общества Санкт-Петербургского университета. С 1894 года — член Археографической комиссии. Почётный член Витебской учёной архивной комиссии.
Автор трудов по социально-экономической, политической и культурной истории России XV—XVIII веков, методологии истории, источниковедению, истории науки. Кроме магистерской диссертации, его основными работами по отечественной истории являются:
- Разыскания по истории прикрепления крестьян в Московском государстве XVI—XVII веков.
- Очерк истории образования главнейших разрядов крестьянского населения в России.
- Очерк внутренней политики императрицы Екатерины II.
- Русские промышленные и торговые компании в первой половине XVIII века.
- Служилые кабалы позднейшего типа.
- Екатерина II и крестьянский вопрос.
- Собрание и свод законов Российской империи, составленные в царствование императрицы Екатерины II
- Идея государства и главнейшие моменты её развития в России со времени Смуты и до эпохи преобразований.
- The Development of Science and Learning in Russia.
- Очерк развития русской историографии.
- История русской общественной мысли и культуры XVII—XVIII вв.

Академик Лаппо-Данилевский занимался разработкой принципов научного гуманитарного исследования, был сторонником рациональности гуманитарного знания. Теоретические взгляды учёного претерпели эволюцию — первоначально он придерживался позитивистской методологии, затем большое влияние на его творчество оказала философия баденской школы неокантианства. В своём труде «Методология истории» предложил следующую её структуру как особой дисциплины: 1) Теория исторического знания (занимающаяся установлением исходных принципов исторического познания). 2) Методы исторического изучения. 2.1) Методология источниковедения. 2. 2) Методология исторического построения. В рамках методологии источниковедения «воссоздавал» источник в культурно-историческом контексте соответствующей эпохи. Методология исторического построения, по его мнению, решала задачу целостной реконструкции эпохи, о которой «рассказывает» источник.

## Общественная деятельность
Придерживался либеральных политических взглядов. В 1905 году, вместе с академиком А. А. Шахматовым составил записку «О свободе печати», принятую общим собранием Академии наук 12 марта 1905 года.
В 1906 году избран членом Государственного совета от Академии наук и университетов, принадлежал к левой группе членов совета, был близок к конституционным демократам. В том же году отказался от этой должности. В 1917 году был членом комиссии по выработке избирательного закона в Учредительное собрание.
С 1915 года — член Русского исторического общества, в 1916 году стал одним из учредителей и председателем Русского социологического общества. С 1917 года — председатель Союза российских архивных деятелей, был сторонником масштабного реформирования архивного дела. Член Международного союза академий, председатель отдела культурных связей Русско-Английского общества. Был председателем исполнительного комитета по организации Международного исторического съезда в Петрограде в 1918 году, не состоявшегося из-за Гражданской войны.

## Смерть
Крайне тяжело воспринял Октябрьскую революцию и Гражданскую войну. Кончина произошла по нелепому случаю: по пути на лекцию в университет учёный упал и повредил ногу, с травмой оказался в больнице, а после операции умер от заражения крови. Социолог Питирим Сорокин, навестивший академика за день до смерти, вспоминал: «Сегодня после обеда хоронили академика Лаппо-Данилевского. На прошлой неделе, когда я посещал его, он выглядел живым скелетом. Слабо улыбаясь, он рассказал, что несколькими днями ранее, по дороге в академию, упал и слегка повредил ногу. Три дня спустя я навестил его в больнице, где ему сделали хирургическую операцию. Лёжа в больничной койке, этот умирающий человек читал „Феноменологию духа“ Гегеля. „Никогда не было времени внимательно проштудировать её, — прошептал он. — Начну сейчас“. На следующий день он скончался».

## Основные труды
- Скифские древности: исследование / А. С. Лаппо-Данилевский. — С.- Петербург: Тип. Ф. Елковского и комп., 1887. — 193 c.
- Организация прямого обложения в Московском государстве со времён Смуты до эпохи преобразований: Исследование А. Лаппо-Данилевского. — Санкт-Петербург: тип. И. Н. Скороходова, 1890. — [8], 557, [2] с. — (Записки Историко-филологического факультета Императорского Санкт-Петербургского университета; Т. 23)
- Поверстная и Указная книги Ямского приказа / А. С. Лаппо-Данилевский.— СПб.: Ред. журн. «Библиограф», 1890. — 16 с.
- Очерк внутренней политики императрицы Екатерины II. — СПб.: Тип. М. М. Стасюлевича, 1898. — [2], 62 с. (последнее издание — Очерк внутренней политики императрицы Екатерины II. // Историческая наука и методология истории в России XX века: К 140-летию со дня рождения академика А. С. Лаппо-Данилевского. Санкт-Петербургские чтения по теории, методологии и философии истории / Отв. ред. А. В. Малинов. СПб., 2003. Вып. I. — С. 354—413).
- Собрание и свод законов Российской империи, составленные в царствование императрицы Екатерины II. СПб.,1898.
- Русския промышленныя и торговыя компании в первой половине XVIII столетия: исторический очерк А. Лаппо-Данилевскаго. — СПб.: тип. «В. С. Балашев и К°», 1899. — 126, [4] с.
- Основные принципы социологической доктрины О. Конта / А. С. Лаппо-Данилевский. — М.: типо-лит. т-ва И. Н. Кушнерев и К°, 1902. — [1], 97 с. (последнее издание: Основные принципы социологической доктрины О. Конта // Проблемы идеализма. [Под ред. М. А. Колерова]. М., 2002. — С. 685—794).
- Материалы для общеобразовательного курса по истории человечества // Памятная книжка Тенишевского училища. СПб., 1902. Ч. I. — С. 87—101.
- Очерк истории образования главнейших разрядов крестьянского населения в России. — СПб.: тип. т-ва Общественная польза, 1905. — [4], 156 с.
- Печати последних галичско-владимирских князей и их советников / Болеслав-Юрий II, князь всей Малой Руси: сборник материалов и изследований / А. А. Куник, И. А. Линниченко, С. Л. Пташицкий и др. — СПб.: Тип. Императ. Акад. Наук, 1907. — С. 211—308.
- Служилые кабалы позднейшего типа // Сборник статей, посвящённых Василию Осиповичу Ключевскому его учениками, друзьями и почитателями ко дню тридцатилетия его профессорской деятельности в Московском университете. М.,1909. — С. 719—764.
- Исторические взгляды В. О. Ключевского // В. О. Ключевский. Характеристики и воспоминания. М.,1912. С.100—116.
- Карты и планы Невы и Ниеншанца, собранные А. И. Гиппингом и А. А. Куником. — СПб.: тип. Имп. Акад. наук, 1913. — [2], 25 с.
- Пётр Великий — основатель Императорской Академии наук в Санкт-Петербурге. СПб.,1914.
- Идея государства и главнейшие моменты её развития в России со времён Смуты до эпохи преобразований // Голос минувшего. 1914. № 12. — С. 5—38 (Последнее издание — Полис. 1994. № 1).
- Очерк развития русской историографии // Русский исторический журнал. 1920. Кн. 6. — С. 5—29.
- Очерк русской дипломатики частных актов. 1920; 2-е издание СПб, 2007 (в данном издании восстановлена авторская редакция книги).
- Правила издания грамот Коллегии экономии. Пг.,1922.
- Методология истории: в 2-х т. — Т. 1 / [подгот. текста: Р. Б. Казаков, О. М. Медушевская, М. Ф. Румянцева; авторы вступ. статей: М. Ф. Румянцева, О. М. Медушевская; авторы коммент.: Т. В. Гимон, М. Ф. Румянцева]. — М.: Российская политическая энциклопедия (РОССПЭН), 2010. — 408 с. — (Библиотека отечественной общественной мысли с древнейших времён до начала XX века) — ISBN 978-5-8243-1292-8.
- (Первое издание: Методология истории. Вып. 1—2. СПб., 1910—1913. Методология истории. Выпуск первый. Петроград, 1923 (недоступная ссылка).
- Главнейшие направления в развитии номотетического построения исторического знания // Журнал М-ва Народного просвещения. 1917. ч. 72.
- Основные принципы исторического знания в главнейших его направлениях: номотетическом и идеографическом // Известия Российской Академии Наук. Пг.: 1918. т. 12. № 1.
- История политических идей в России в XVIII веке в связи с общим ходом развития её культуры и политики / Aleksandr S. Lappo-Danilevski; aus dem Nachlass hrsg. von Marina Ju. Sorokina unter Mitwirkung von Konstantin Ju. Lappo-Danilevskij; mit einer Einf. von Marina Ju. Sorokina. — Köln [etc.]: Böhlau, 2005. — XXXII, 462 с. (первое издание — «История русской общественной мысли и культуры XVII—XVIII в.» — М., 1990).